# Leichtathletik-Weltmeisterschaften 2019/Teilnehmer (Gambia)
| Gelbes Symbol für Goldmedaillen mit stilisierten Olympischen Ringen | Graues Symbol für Silbermedaillen mit stilisierten Olympischen Ringen | Braundes Symbol für Bronzemedaillen mit stilisierten Olympischen Ringen |
| ------------------------------------------------------------------- | --------------------------------------------------------------------- | ----------------------------------------------------------------------- |
| —                                                                   | —                                                                     | —                                                                       |

Der Leichtathletikverband von Gambia nahm an den Leichtathletik-Weltmeisterschaften 2019 in Doha teil. Zwei Athleten wurden vom gambischen Verband nominiert.

## Ergebnisse

### Frauen

#### Laufdisziplinen
| Athletin  | Disziplin | Vorlauf | Vorlauf | Halbfinale | Halbfinale | Finale  | Finale |
| Athletin  | Disziplin | Zeit    | Platz   | Zeit       | Platz      | Zeit    | Platz  |
| --------- | --------- | ------- | ------- | ---------- | ---------- | ------- | ------ |
| Gina Bass | 100 m     | 11,25 s | 17      | 11,24 s    | 15         | DNQ     | DNQ    |
| Gina Bass | 200 m     | 22,67 s | 09      | 22,60 s    | 08         | 22,71 s | 06     |

### Männer

#### Laufdisziplinen
| Athlet        | Disziplin | Qualifikation | Qualifikation | Vorlauf | Vorlauf | Halbfinale | Halbfinale | Finale | Finale |
| Athlet        | Disziplin | Zeit          | Platz         | Zeit    | Platz   | Zeit       | Platz      | Zeit   | Platz  |
| ------------- | --------- | ------------- | ------------- | ------- | ------- | ---------- | ---------- | ------ | ------ |
| Ebrima Camara | 100 m     | 10,36 s       | 4             | 10,38 s | 39      | DNQ        | DNQ        | –      | –      |